# Lamia annulicornis
Lamia annulicornis är en skalbaggsart som beskrevs av Kirby 1818. Lamia annulicornis ingår i släktet Lamia och familjen långhorningar. Inga underarter finns listade i Catalogue of Life.